# Filadelfia (kommun)
Filadelfia är en kommun i Colombia.   Den ligger i departementet Caldas, i den centrala delen av landet, 180 km väster om huvudstaden Bogotá. Antalet invånare är 12 737.